# David Leeson
David Leeson (18. října 1957, Abilene, Texas, USA – 16. dubna 2022, Abilene) byl americký fotoreportér a novinář, pracoval pro redakci The Dallas Morning News. 
Spolu s Cheryl Diaz Meyerovou získal v roce 2004 Pulitzerovu cenu za fotografii v kategorii Breaking News za reportáž o válce v Iráku. V roce 2004 obdržel také cenu RTNDA Edwarda R. Murrowa, National Headliner Award a regionální cenu Emmy za svou práci výkonného producenta a fotografa pro dokument WFAA-TV "War Stories".
Před svým vítězstvím v roce 2004 byl Leeson třikrát finalistou Pulitzerovy ceny – dvakrát samostatně a jednou jako člen týmu – v kategorii Feature photography (1986), v kategorii Explanatory journalism (1990, jako součást novinového štábu) a v kategorii Zpravodajské fotografie (1995).

## Fotožurnalista
Leeson v roce 1978 absolvoval Abilene Christian University, kde získal titul v oboru žurnalistika a masová komunikace. Již na vysoké škole byl ve štábu Abilene Reporter-News, kde začal v roce 1977 a zůstal až do roku 1982. Odešel z Abilene do New Orleans v Louisianě, kde byl od roku 1982 do roku 1984 ve štábu The Times-Picayune.
Od nástupu do týmu The Dallas Morning News v roce 1984 se Leeson zabýval místními a regionálními zprávami a problémy, jako je bezdomovectví a přírodní katastrofy ; příběhy o vězních na smrt v celých Spojených státech; mezinárodní konflikty v Salvadoru, Nikaragui, Panamě, Peru, Súdánu, Angole, Kuvajtu a Iráku v první a druhé válce v Perském zálivu ; zemětřesení v Turecku ; a apartheidu v Jižní Africe. Jeho série o bezdomovectví z roku 1985 mu vynesla novinářskou cenu Roberta F. Kennedyho, poctu, které se mu znovu dostalo v roce 1994 za reportáž o občanské válce v Angole. Rok 1985 také zaznamenal jeho první Pulitzerovu nominaci za zpravodajství o apartheidu v Jižní Africe; do těchto míst se vrátil dvakrát, naposledy v roce 1994, kdy zaznamenal historickou událost prvních nerasových prezidentských voleb v Jižní Africe.
Při fotografování demonstrantů během procesu svržení Manuela Noriegy v roce 1988 byl Leeson zraněn ve tváři střelou z brokovnice, která mu ulomila zub a musel na pohotovost v Panamáy.
Leeson byl finalistou Pulitzerovy ceny podruhé v roce 1994, za fotografii rodiny prchající před záplavami v jihovýchodním Texasu. Tento snímek mu také vynesl ocenění Texas Headliner Award.
V roce 2008 se Leeson rozhodl přijmout nabídku na vyplacení a propuštění z The Dallas Morning News, jako součást opatření A.H. Belo Corporation na snížení nákladů zahrnujících propuštění více než 400 novinářů. Plánoval pokračovat ve volné fotožurnalistice a tvorbě dokumentárního filmu.

### Fotografie bez přiřazení autora
I když je Leesonova práce v novinářské komunitě dobře známá, musel strpět řadu případů připsání jeho iráckých fotografií jiným autorům poté, co zapůjčil CD s 200 fotografiemi v plném rozlišení 3. pěší divizi americké armády, která je publikovala ve vojenské ročence. Napsal o incidentu na veřejném blogu a uvedl, že ačkoli ke každé fotografii přidal symboly autorských práv, umístil na CD soubor README s vysvětlením, že obrázky byly jednorázové, a vysvětlil úředníkovi pro veřejné záležitosti, že obrázky by měly být pečlivě střeženy, aby se zabránilo plagiátorství, někdo vytvořil několik kopií a distribuoval je. V mnoha případech se zdá, že vojáci nevěděli, že Leeson nikdy neměl v úmyslu CD kopírovat a šířit, protože mu více než jeden voják napsal a žádal o náhradní kopii poté, co svůj disk ztratil.
Následně docházelo k četným incidentům, kdy vojáci, fotografové nebo jiní vydávali Leesonovo dílo za své, ať už na fotografických stránkách, blozích nebo tištěných periodikách.

## Osobní data
Leeson se narodil 18. října 1957 v Abilene v Texasu a zemřel 16. dubna 2022 v Abilene v Texasu. Naposledy byl ženatý s bývalou fotografkou redakce Dallas Morning News Kim Ritzenthalerovou (17. dubna 2000), se kterou měl dvě děti. Měl také tři děti z předchozího manželství, které skončilo v roce 1998.  